# 高士選
高士選（16世紀—1620年代），字永標、又字毅寰，福建福州府長樂縣流水人，明朝政治人物。

## 生平
高士選是萬曆三十四年（1606年）丙午科福建鄉試舉人，四十一年（1613年）授尤溪教諭，調慶元教諭，教導士子有法，天啟元年（1621年）陞始興知縣，以身作則，理獄明決，縣民感德，調崇德知縣，抓捕橫行當地的陸符虎、金象精並依法懲處，又興學惠士，禁止私派，嚴懲虐民胥吏，在任內去世，入祀崇德名宦祠，清朝乾隆年間入祀長樂鄉賢祠。

## 引用
1. 1 2  民國《（福建）長樂縣志·卷二十四·列傳四》：高士選，字永標，一字毅寰，流水人，萬厯丙午舉人，初授尤溪教諭，嗣調慶元教諭，訓士多方，擢廣東始興令，正身率下，理獄明決，民德之，再調浙江崇德令，一以治興者治崇，卒於官，崇之人為祀名宦，清乾隆間祀本縣鄉賢祠，子龍光傳見名臣。 乾隆賀志
2. ↑  光緒《石門縣志·卷六·官師志》：高士選，字毅寰，長樂舉人，天啟間知縣事，里有陸符虎、金象精者挾財勢橫行，下車後並置之法，由是豪猾皆斂戢，官四載興學惠士，政澤尤及民，嘗禁革蠧吏私派，嚴繩里胥之需索虐民者，以志不得遂掛官去，祀名宦。